# Wereldkampioenschap schaatsen allround 1898
Het wereldkampioenschap schaatsen allround 1898 werd op 6 en 7 februari 1898 in het Eisstadion te Davos gehouden.
De titelhouder was de afwezige Canadees Jack McCulloch, de wereldkampioen van 1897 in het Crystal Stadium in Montreal. Peder Østlund won zijn eerste wereldtitel door het winnen van drie afstanden.

## Eindklassement
| Rang | Schaatser           | Land               | 500m     | 5000m        | 1500m       | 10.000m     |
| Goud | Peder Østlund       | Noorwegen          | NF       | 8.52,2 (1)   | 2.23,6 (1)  | 18.40,0 (1) |
| (2)  | Julius Seyler       | Duitse Keizerrijk  | 47,2 (1) | 9.14,6 (3)   | 2.29,2 (2)  | 18.47,8 (2) |
| (3)  | Gustaf Estlander    | Finland            | 47,6 (3) | 9.15,0 (5)   | 2.29,8 (3)  | 18.55,8 (3) |
| (4)  | Wilhelm Sensburg    | Duitse Keizerrijk  | 50,6 (7) | 9.09,6 (2)   | 2.35,4 (6)  | 19.19,0 (5) |
| (5)  | Jan Banning         | Nederland          | 47,8 (4) | 9.37,0 (8)   | 2.34,2 (5)  | 19.45,2 (6) |
| (6)  | Alfred Lauenburg    | Duitse Keizerrijk  | 49,6 (5) | 10.12,0 (10) | 2.53,4 (10) | 21.18,6 (7) |
| NS4  | Oskar Fredriksen    | Noorwegen          | 47,4 (2) | 9.25,0 (6)   | 2.31,8 (4)  | NS          |
| NS4  | Nikolay Kryukov     | Keizerrijk Rusland | 53,4 (9) | 9.28,6 (7)   | 2.37,0 (8)  | NS          |
| NF3  | István Szabó        | Hongarije          | 50,8 (8) | 9.40,6 (9)   | NF          |             |
| NS2  | Eduard Vollenveyder | Keizerrijk Rusland | 50,2 (6) | NS           |             |             |
| NF1  | Jan Greve           | Nederland          | NF       | 9.14,6 (3)   | 2.38,4 (9)  | 19.03,6 (4) |
| NF1  | Hermann Kleeberg    | Duitse Keizerrijk  | NF       | NF           | 2.36,2 (7)  |             |

* = met val
NC = niet gekwalificeerd
NF = niet gefinisht
NS = niet gestart
DQ = gediskwalificeerd